# La Tordilla
La Tordilla es una localidad situada en el departamento San Justo, provincia de Córdoba, Argentina.
La fiesta patronal se celebra el día 8 de septiembre en honor a Nuestra Señora de la Estrella. Además, posee otra fiesta patronal celebrada el día 15 de mayo en honor a San Isidro Labrador.
Se encuentra situada al noreste de la capital cordobesa, sobre la ruta provincial N.º E-52.

## Economía
La principal actividad económica es la agricultura seguida por ganadería, siendo los principales cultivos la soja y el maíz.
La producción láctea y el turismo también tienen relevancia en la economía local.
Existen en la localidad un dispensario, una escuela primaria, un puesto policial y un edificio municipalidad en el cual se efectúan gran parte de las funciones administrativas.
Una cooperativa de servicios públicos es la que se encarga de brindar al municipio la electricidad, el agua, el gas e Internet.

## Geografía

### Población
Cuenta con 1,480 habitantes (Indec, 2022), lo que representa un incremento del 17,74% frente a los 1,257 habitantes (Indec, 2010) del censo anterior.
| Gráfica de evolución demográfica de La Tordilla entre 1991 y 2022 |
|                                                                   |
| Fuente: Censos nacionales del INDEC                               |

### Clima
El clima es templado con estación seca, registrándose una temperatura media anual de 25 °C aproximadamente. En invierno se registran temperaturas inferiores a 0° y superiores a 35° en verano.
El régimen anual de precipitaciones es de aproximadamente 800 mm.

## Deportes
Se practican diversos deportes como hockey, natación, karate, paddle, bochas y muchos más. El deporte que más popular es el fútbol, representado por el Club Atlético Pueblos Unidos (C.A.P.U.). Cada niño se inicia en el fútbol en el Club El Niño Feliz (CENF) desde el año 1968, tanto masculino como femenino. 